# Rune Mields
Rune Mields (* 24. Februar 1935 in Münster, Westfalen) ist eine deutsche bildende Künstlerin.

## Leben
Rune Mields absolvierte in Münster ab 1952 eine Lehre als Buchhändlerin. In dem Beruf war sie bis 1959 tätig. Nach mehreren Ortswechseln – gemeinsam mit ihrer Familie – lebt sie seit 1972 in Köln im Belgischen Viertel in einem Wohnatelier.
Seit Ende der sechziger Jahre arbeitet Rune Mields als bildende Künstlerin, wobei sie in ihren Werken eine Verknüpfung mit der Mathematik herstellt. Zusammen mit dem Journalisten Klaus Honnef, dem Galeristen Will Kranenpohl, dem Künstler Benno Werth und anderen gründete sie 1968 das Zentrum für aktuelle Kunst – Gegenverkehr in der Theaterstraße 50 in Aachen. 1984 erhielt sie als Autodidaktin eine Gastprofessur an der Hochschule der Künste Berlin. Rune Mields ist eines der drei Ehrenmitglieder des Deutschen Künstlerbundes.

## Werk und künstlerische Position

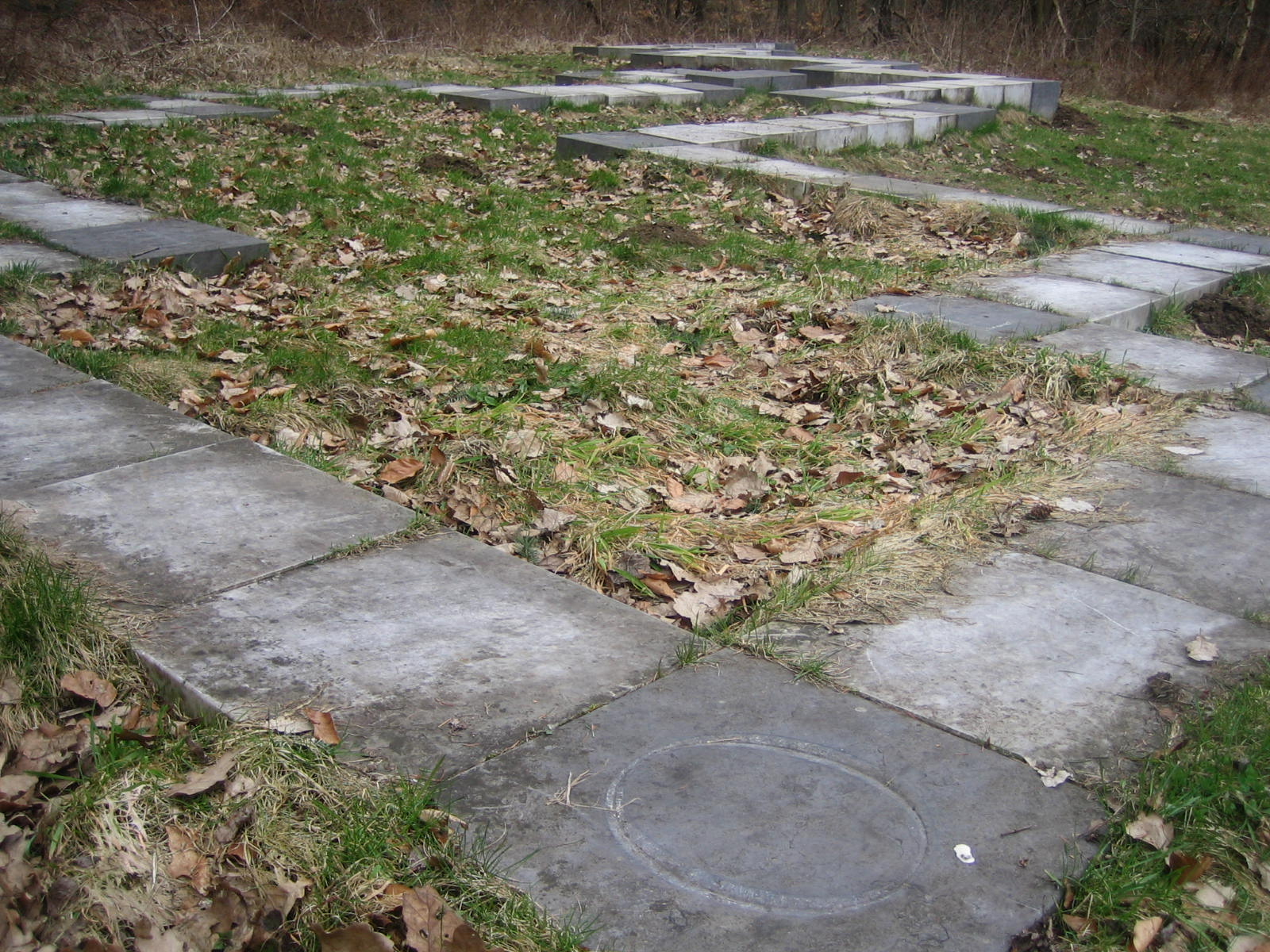
Rune Mields: Grabanlage, 1992. Beitrag zur Künstler-Nekropole in Kassel

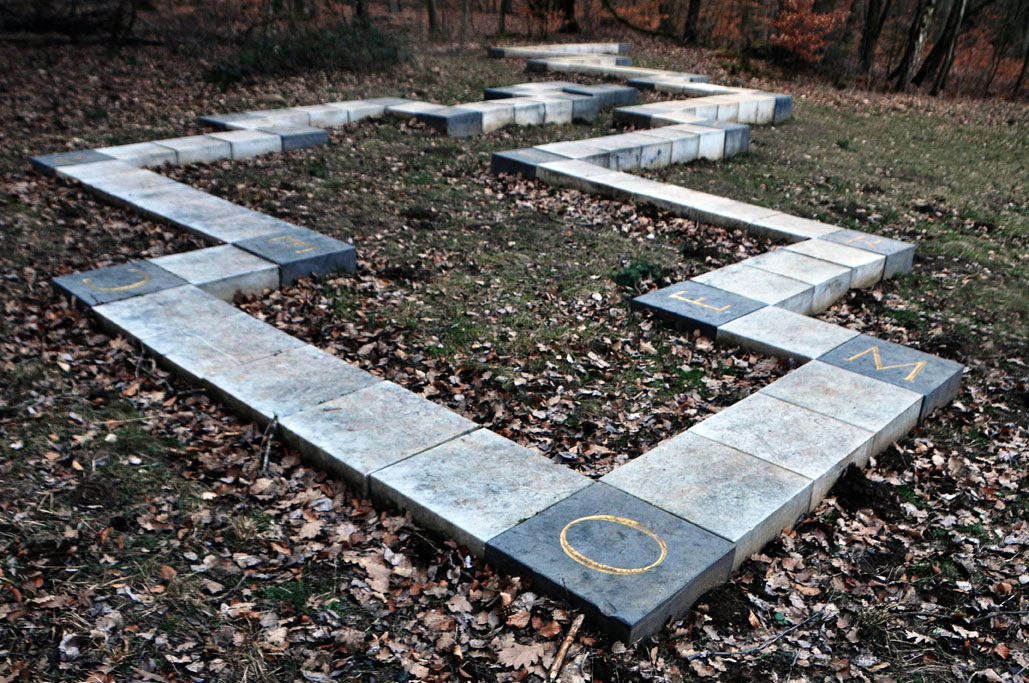

In ihren Werken geht es der Künstlerin um das Beziehungsgeflecht von Zahlen und Zeichen. Ihr Thema sind die international gültigen mathematischen Symbole. Für die Mathematik bedeutet ihre Einführung vor fünfhundert Jahren eine wirkungsvolle Erleichterung: Das Minus- und das Pluszeichen führte Johannes Widmann im Jahr 1489 in die Mathematik ein, das Gleichheitszeichen verwendete Robert Recorde erstmals 1557 und das liegende Kreuz als Multiplikationszeichen gebrauchte William Oughtred im Jahr 1628 zum ersten Mal.
Mit ihrem Konzept der Umsetzung des Wissens gehört sie in den Kunstbereich der Spurensicherung: In einem Projekt von 1993 bis 2000 suchte sie – wie eine Ethnologin und Archäologin – weltweit nach den Darstellungen der weiblichen Todesgottheiten. So ist Kali im Hinduismus eine Göttin des Todes und der Zerstörung. Die Funde hat die Künstlerin in dem Buch Schwarze Göttinnen dokumentiert.

## Auszeichnungen
- 1972: Kritikerpreis für Bildende Kunst
- 1984: Ehrengast der Villa Massimo, Rom
- 1996: Harry-Graf-Kessler-Preis
- 1997: Kulturpreis der Stadt Köln
- 2000: Gabriele Münter Preis
- 2009: Konrad-von-Soest-Preis
- 2010: Ehrenmitgliedschaft der VG Bild-Kunst[2]

## Einzelausstellungen (Auswahl)
- 1967: Studio Köln-Junkersdorf
- 1968: Galerie Jule Hammer, Berlin
- 1969: Galerie Hekuba, Düsseldorf
- 1988: Staatliche Kunsthalle Baden-Baden und Kunstverein Bonn
- 2001: Max-Planck-Institut für Gesellschaftsforschung, Köln: Der Weg und das Ziel.
- 2005: Kunstverein Lingen, Kunsthalle: Rune Mields - Sancta Ratio
- 2005: Wilhelm-Hack-Museum, Ludwigshafen: Rune Mields - Sancta Ratio
- 2010: Galerie der Stadt Sindelfingen: Rune Mields - INFINITY, Werke der letzten Jahre.[3]
- 2011: Kloster St. Albertus Magnus, Braunschweig[4]
- 2015: Galerie Judith Andreae, Bonn: Rune Mields - Gemälde und Zeichnungen aus vier Jahrzehnten
- 2016: Kunstraum Fuhrwerkswaage, Köln: Rune Mields - Die Zahlen sind die Drogen
- 2024: Ludwig Forum für Internationale Kunst, Aachen: Der unendliche Raum – dehnt sich aus
- 2025: Kunstmuseum Bonn, Rune Mields. Zum 90. Geburtstag[5]

## Ausstellungsbeteiligungen (Auswahl)
- 1970: Prisma '70. 18. Ausstellung des Deutschen Künstlerbundes, Rheinisches Landesmuseum Bonn[6]
- 1977: documenta 6
- 2001: Galerie Carol Johnssen, München: Drei Chinesen mit dem Kontrabass. Gemeinsam mit Ding Yi, Fan Shen und Qin Yifeng.

## Veröffentlichungen (Auswahl)
- Mythen, Zeichen, Systeme. Haus am Waldsee, Berlin 1979.
- 10 Finger und die Zahlen von 1 bis 10. Arenhövel, Berlin 1984, ISBN 3-922912-09-5
- Die Hand und die Fünf. Rainer, Berlin 1990, ISBN 3-88537-125-1
- Steinzeitgeometrie. Archiv der Zeichen. Arenhövel, Berlin 1996.
- Schwarze Göttinnen. Ein Zyklus. Einführung von Gislind Nabakowski. Arenhövel, Berlin 2001, ISBN 3-922912-53-2